# 한인식
한인식(韓仁植, 1962년 1월 11일~)은 대한민국의 물리학자이다. 기초과학연구원의 희귀핵연구단 단장 및 이화여자대학교 교수직을 지내고 있다.